# Quiscalus
Quiscalus é um gênero de aves passeriformes nativas das Américas do Norte e do Sul. Foi descrito cientificamente por Louis Jean Pierre Vieillot em 1816.

## Espécies
- Quiscalus major
- Quiscalus quiscula
- Quiscalus mexicanus
- Quiscalus palustris - extinto (1910)
- Quiscalus nicaraguensis
- Quiscalus niger
- Quiscalus lugubris